# Dresde (película)
Dresde (Dresden en alemán) es una película alemana estrenada en el año 2006 y dirigida por Roland Suso Richter. 
El film está basado en el bombardeo que mantuvieron Inglaterra y Estados Unidos sobre la ciudad alemana de Dresde, a finales de la Segunda Guerra Mundial.
Muchas veces, la película suele adaptarse o emitirse con el nombre de Dresde: El Infierno.

## Trama

### Contexto histórico
La película está ambientada en febrero de 1945, a fines de la Segunda Guerra Mundial. En ese momento, Alemania estaba perdiendo la guerra contra los Aliados (Estados Unidos, Inglaterra, Francia, Rusia) y estaba siendo bombardeada sistemáticamente por ellos. Por un lado, los americanos e ingleses mantenían crueles bombardeos en el occidente y por otro lado, los rusos avanzaban cada vez más con sus tropas en el oriente. 
La ciudad de Dresde es (y era en ese entonces) una ciudad netamente universitaria, artística y sin industrias o factorías de ninguna índole. Fue escogida por los Ingleses y Norteamericanos como objetivo militar por el hecho de que durante los años anteriores a este bombardeo, la ciudad no había sido atacada.  Precisamente lo que se buscó con ese ataque fue arrasar la ciudad y matar la mayor cantidad de personas, cosa que realizaron metódicamente dichos dos países con muchas ciudades enemigas, tuvieran o no importancia industrial o militar, pues a otras urbes tales como Berlín, Hamburgo y Frankfurt, al igual que ciudades japonesas e italianas, se les bombardeaba sus zonas residenciales y no solamente las áreas industriales, con el fin de aniquilar población civil.

### Sinopsis
En este contexto, la joven y bella Anna Mauth es una enfermera alemana que trabaja en uno de los hospitales más grandes de Dresde. Anna está comprometida y espera contraer matrimonio en breve con Benjamín Wenniger, que es médico en el mismo hospital. En medio del infierno de los bombardeos que asolan Dresde, Anna descubre a un piloto inglés herido que se esconde para no caer prisionero de los nazis.

## Reparto
- Felicitas Woll es Anna Mauth.
- John Light as Robert Newman.
- Benjamin Sadler es Alexander Wenninger.
- Heiner Lauterbach es Carl Mauth.
- Katharina Meinecke es Magda Mauth.
- Marie Bäumer es María Goldberg.
- Kai Wiesinger es Simón Goldberg.
- Wolfgang Stumph es Pfarrer.
- Jürgen Heinrich es Gauleiter Martin Mutschmann.
- Susanne Bormann es Eva Mauth.
- Paul Ready es William kontlikker.
- John Keogh es Flight Lt. Leslie, Master Bomber.
- Christian Rodska es Arthur Harris.
- Anja Taschenberg es Grashena.
- Pip Torrens es Saundby.